# 이뇨제

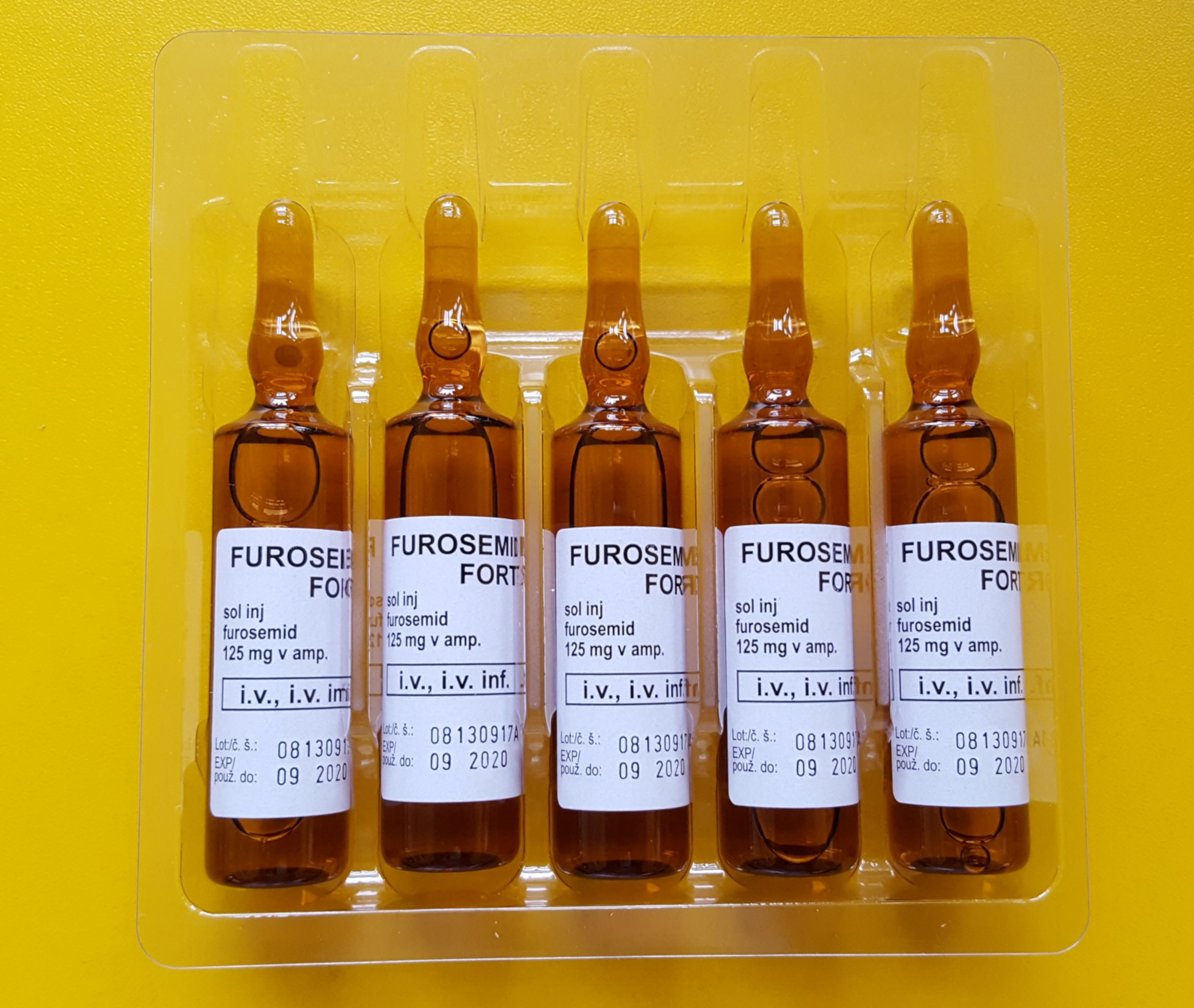

이뇨제(利尿劑 문화어: 리뇨제)는 오줌의 생산량을 증가시키는 이뇨를 촉진하는 물질이다. 여기에는 강제 이뇨 방식이 포함된다. 여러 유형의 이뇨제가 있다. 모든 이뇨제는 콩팥을 통하는 체액의 분비를 증가시킨다. 각기 유형의 이뇨제에 따라 각기 구별된 방식으로 동작한다. 대안으로 바소프레신 등의 항이뇨제가 존재하며 이는 소변 분비를 줄여주는 약제이다.

## 스포츠에서의 악용
이뇨제의 응용은 약물 테스트의 무효화 목적으로 이용된다. 이뇨제는 소변의 양을 증가시키고 도핑약과 대사 산물을 희석시킨다. 다른 목적으로는 몸무게를 빠르게 감소시켜 권투, 레슬링 등 스포츠에서 개체량 통과를 쉽게 하기 위해 사용한다.

## 같이 보기
- 완하제
- 마시기
- 수분 중독
- 탈수